# Herbornská akademie

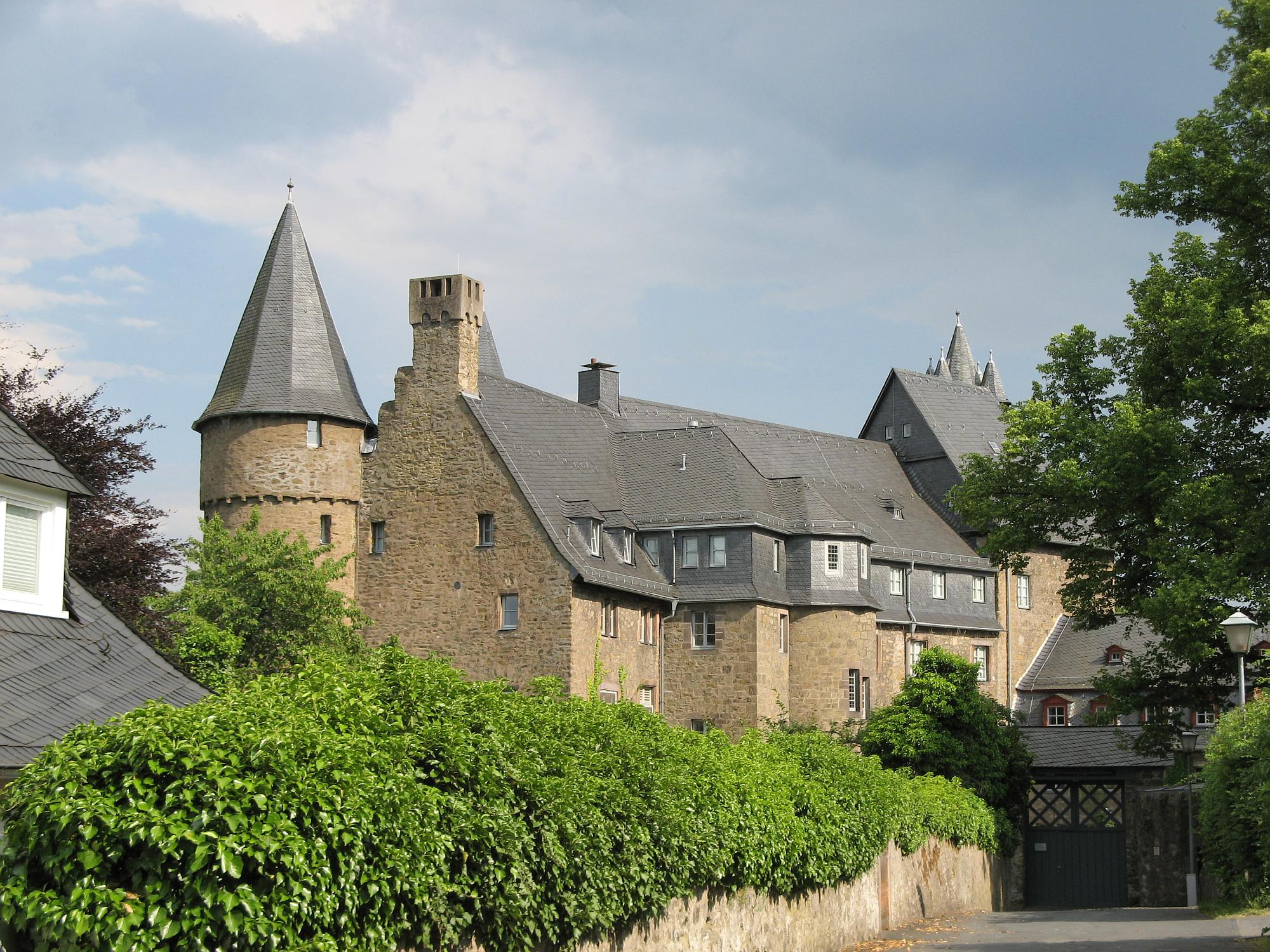
Hrad Herborn, první sídlo akademie

Herbornská akademie (latinsky: Academia Nassauensis) byla v letech 1584–1817 škola vyššího typu vzdělávání v Herbornu v Německu. Její teologická část pokračuje v upravené podobě jako „Teologický seminář evangelické církve Hesenska a Nasavska“ a sídlí na hradě Herborn, který byl i prvním sídlem akademie.

## Historie
Akademii nechal založil v roce 1584 hrabě Johann VI. z Nassau-Dillenburgu (1536–1606 Dillenburg) na naléhání svého bratra, prince Viléma Oranžského († 1584). Hrabě Johann VI. zaměstnal reformovaného teologa Caspara Oleviana (1536–1587 Herborn), spoluautora „Heidelberského katechismusu“, kterého pověřil založením a vedením akademie. Oleviánovi se podařilo přilákat do Herbornu Johannese Piscatora (1546–1625 Herbron). Tito profesoři začali vydávat svá díla v nově založené herbornské tiskárně Christopha Corvina (1552–1620 Herborn). Vrcholnými publikacemii akademické tiskárny byla tzv. Piscatorova bible (1602–1604), první úplný a nezávislý kalvinistický překlad Bible do němčiny. Kniha se po staletí  používala v německém kalvinismu a v kantonu Bern byla až do konce 18. století považována za státní Bibli. Dalším významným tiskem byla encyklopedie herbornského profesora Johanna Heinricha Alsteda (1588–1638); ta byla poprvé vydána v roce 1620.

### Siegen
Herbornská akademie byla na čas přestěhována  k pedagogickému institutu (Pädagogium) do Siegenu. Tamější latinské gymnázium zformoval v roce 1536 luteránský teolog Erasmus Sarcerius (1501–1559) a zřízení této školy navrhl Philipp Melanchthon. V Seigenu akademie sídlila v letech 1594–1599 a 1606–1609.

### Obory školy
Na akademii se vyučovala: teologie, lékařství, právo a filosofie. Pädagogium byla podpůrná latinská škola s veřejnými přednáškami, která předcházela vlastnímu studiu na akademii.
Navzdory opakovanému úsilí a kvalitě výuky, která dosahovala univerzitní úrovně, nezískala tato kalvinistická instituce nikdy císařské povolení k tomu, aby byla označována za univerzitu, a proto neměla pravomoc udělovat akademické tituly.

## Matriky
Dochované matriky pädagogia a akademie byly zveřejněny v roce 1908 včetně vysvětlujícího úvodu. Matriky z let 1725–1817 se ztratily, ale byly zrekonstruovány na základě informací z dochovaných archivních souborů. Tiskem vyšlo v roce 1935.

### Čechy a Morava
V letech 1595–1620 studovalo na herbornské kalvínské akademii 33 Čechů a 25 Moravanů. Po roce 1621 čelili čeští protestanté trestům spojeným s rekatolizací a konfiskacemi majetku. Kdo nechtěl konvertovat ke katolicismu, odcházel do exilu. Po roce 1620 exulanti z Čech a Moravy studovali většinou na Univerzitě ve Franekeru.
V níže uvedené tabulce je neúplný výběr studentů herbornské akademie z let 1595–1620. Nejznámější žák herbornské akademie je Jan Amos Komenský.
| Rok           | Jméno                                      | Zapsán jako (ze stavu)                                 | Další osud                                                                                           |
| ------------- | ------------------------------------------ | ------------------------------------------------------ | --- |
| 1595          | Daniel Škréta Šotnovský ze Závořic         | Daniel Skreta a Závoritz (Měšťan)                      | Sekretář české komory; člen Direktoria, exulant                                                      |
| 1597          | Ondřej Mizera                              | Andreas Miser von Jarof (Venkovan)                     | Tiskař zavražděný Henykem z Valdštejna                                                               |
| 1603/04, 1606 | Jan Opsimates                              | Johannes Opsimathes (Venkovan)                         | Moravan, člen Jednoty bratrské, exulant                                                              |
| 1605          | Pavel Ješín z Bezdězí                      | Paulus Jeschenius Pragensis (Měšťan)                   | Účastník stavovského povstání, odsouzen k trestu smrti, odešel do exilu, kde zemřel                  |
| 1605          | Eliáš starší Rozýn z Javorníka             | Elias Rosini a Javornick Pragenses (Měšťan)            | Účastník stavovského povstání, odsouzen k trestu smrti, změna na doživotí. Manželka zemřela v exilu. |
| 1605          | Mikuláš Sekerka ze Sedčic, mladší          | Nic. Sekerka a Sedczicz (Rytíř)                        | Pravděpodobně odešel do exilu.                                                                       |
| 1605          | Jiří Erastus                               | Georgius Erastus                                       | Moravan. 40. biskup staré Jednoty bratrské                                                           |
| 1606          | Václav Jindřich Přepyský z Rychemberka     | Wenceslaus Henricus Prepyscy a Richmburc (Rytíř)       | Moravský šlechtický rod                                                                              |
| 1606/07       | Bohuchval Berka z Dubé                     | Bohuchwal Berka liber baro de Duba et Lippa (Šlechtic) | Nejvyšší purkrabí v době českého stavovského povstání. Odsouzen k trestu smrti. Uprchnul do exilu.   |
| 1606/07       | Samuel Adam z Veleslavína                  | Samuel Adami Pragensis (Měšťan)                        | Tiskař, dědic podniku Daniela Adama z Veleslavína                                                    |
| 1606/07       | Jindřich Smrčka z Mnichu                   | Henricus Smrzka a Mnichu (Rytíř)                       | |
| 1606/07       | Oldřich Myška ze Žlunic                    | Ulricus Myska a Zlunicz (Rytíř)                        | Pravděpodobně odešel do exilu.                                                                       |
| 1606/07       | Jan Jetřich Petřvaldský z Petřvaldu        | Johannes Theodericus Petrzwalsky (Rytíř)               | z Moravy                                                                                             |
| 1608          | Václav Hrzán z Harasova                    | Wenceslaus Hersan ab Harassowan (Rytíř)                | |
| 1609          | Vilém Felix Kaplíř ze Sulevic              | Wilhelmus Felix Kaplirz a Sweluick (Rytíř)             | |
| 1609/10       | Samuel Ješín z Bezdězí                     | Samuel Gessinius Pragenus (Měšťan)                     | |
| 1610          | Florián Gryspek z Gryspachu, mladší        | Florianus Griesbeccius a Griesbach (Rytíř)             | |
| 1610          | Zilfryd Albert (Vojtěch) Malovec z Malovic | Gilfridus Albertus Malovecius a Malovitz (Rytíř)       | |
| 1611          | Jan Salmon                                 | Joannes Salomon (Venkovan – z Podhoří u Hranic)        | Spolužák Daniela Vettera, dobrodruh.                                                                 |
| 1611          | Jan Litomil                                | Joannes Litomil Litomislenus (Měšťan – z Litomyšle)    | Přítel J. A. Komenského, ten mu věnoval v disputaci báseň                                            |
| 1611          | Jan Amos Komenský                          | Joannes Amos Nivnizensis (Měšťan)                      | Učitel národů. Nejvýznamnější student akademie                                                       |
| 1611          | Eliáš Crispus                              | Elias Crispus                                          | Moravan. Přítel Komenského.                                                                          |
| 1616          | Jáchym Oneš z Březovic                     | Joachimus Oness a Brzesovicz (Rytíř)                   | Moravský šlechtický rod                                                                              |

## Muzeum
V Herbornu  se v objektu bývalé školy nachází Městské muzeum; Většina exemplářů knihovny bývalé akademie je umístěna na hradě Herborn.

## Galerie

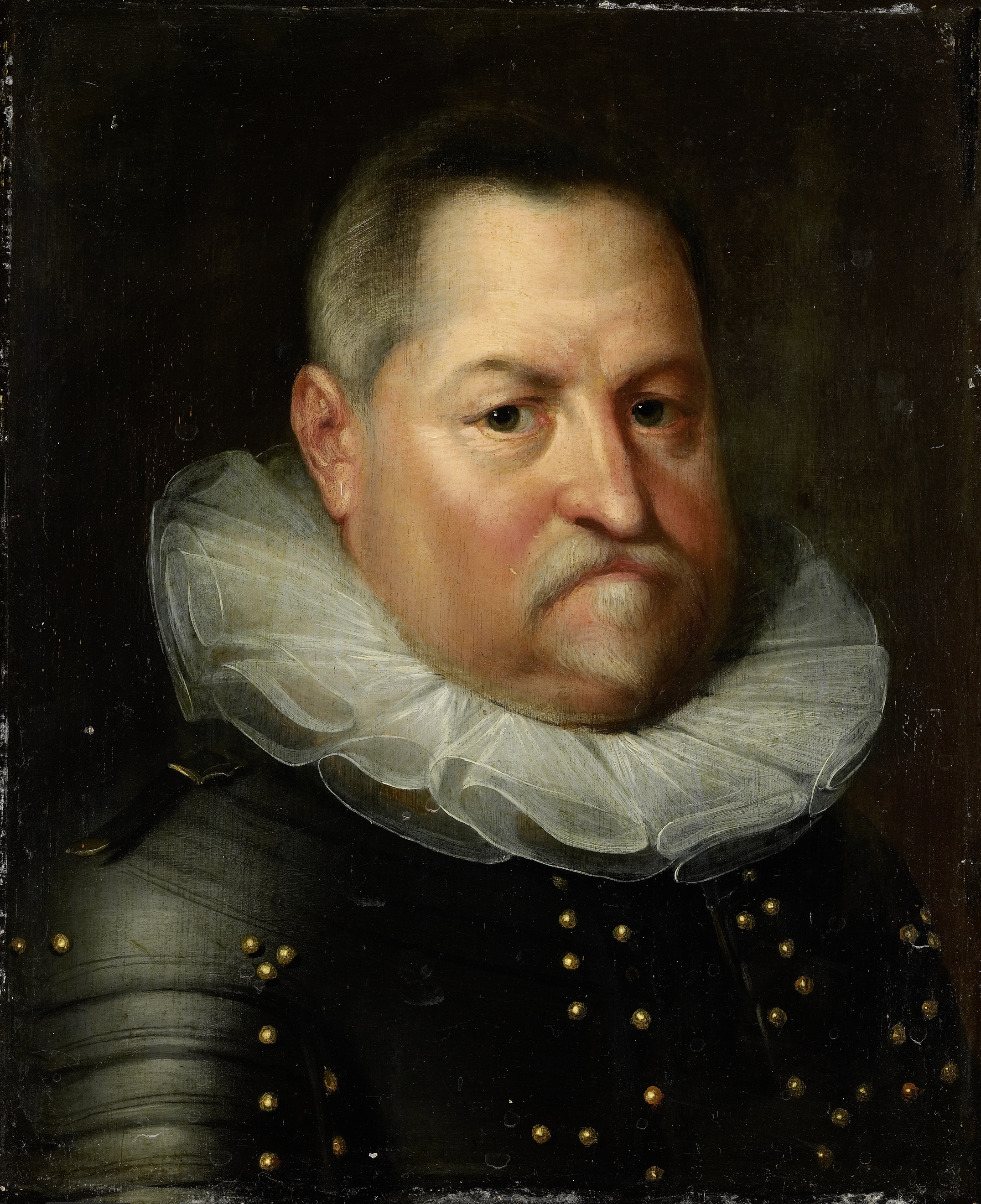
Jan VI. starší, zakladatel
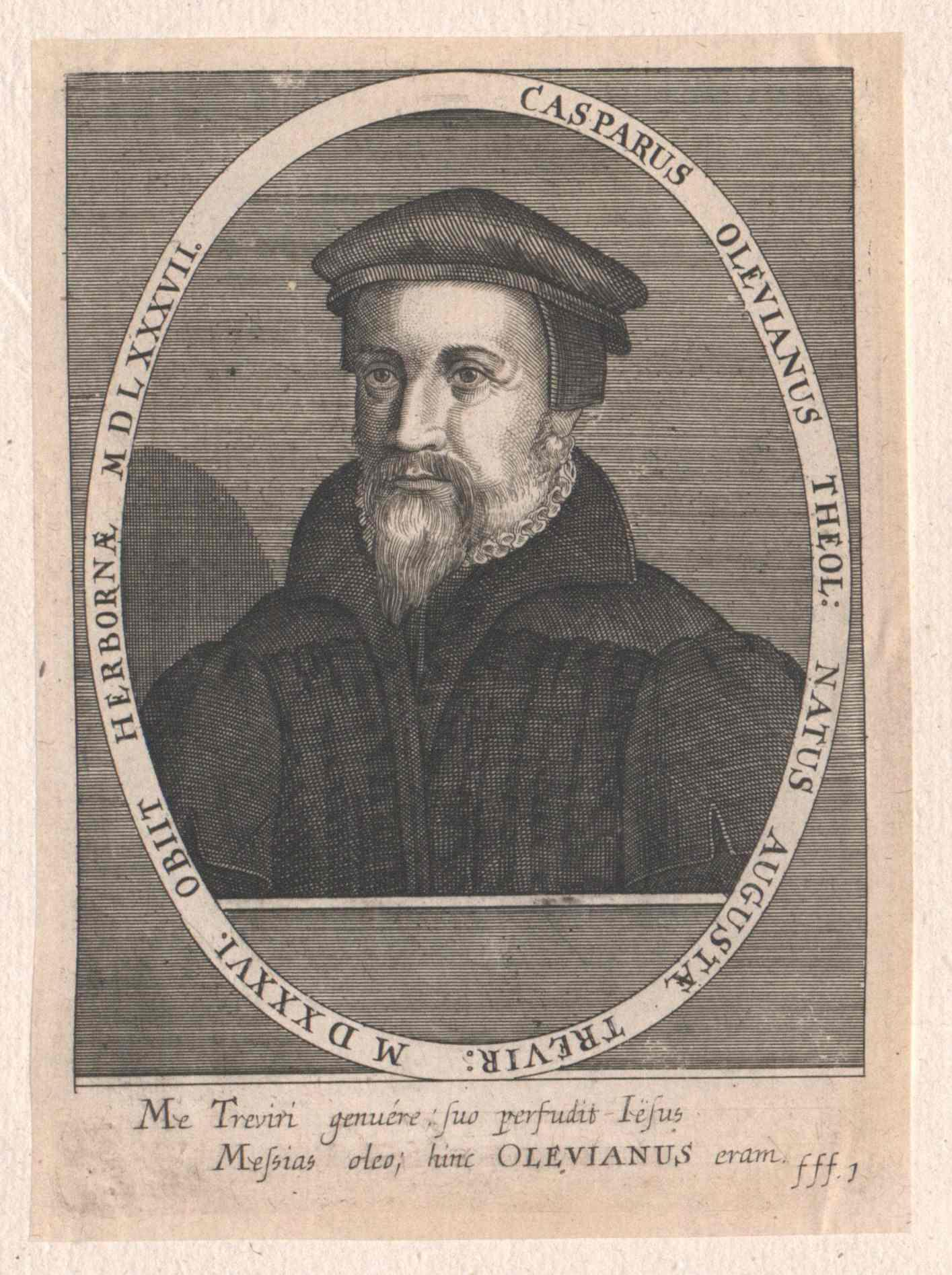
Caspar Olevianus, spoluzakladatel
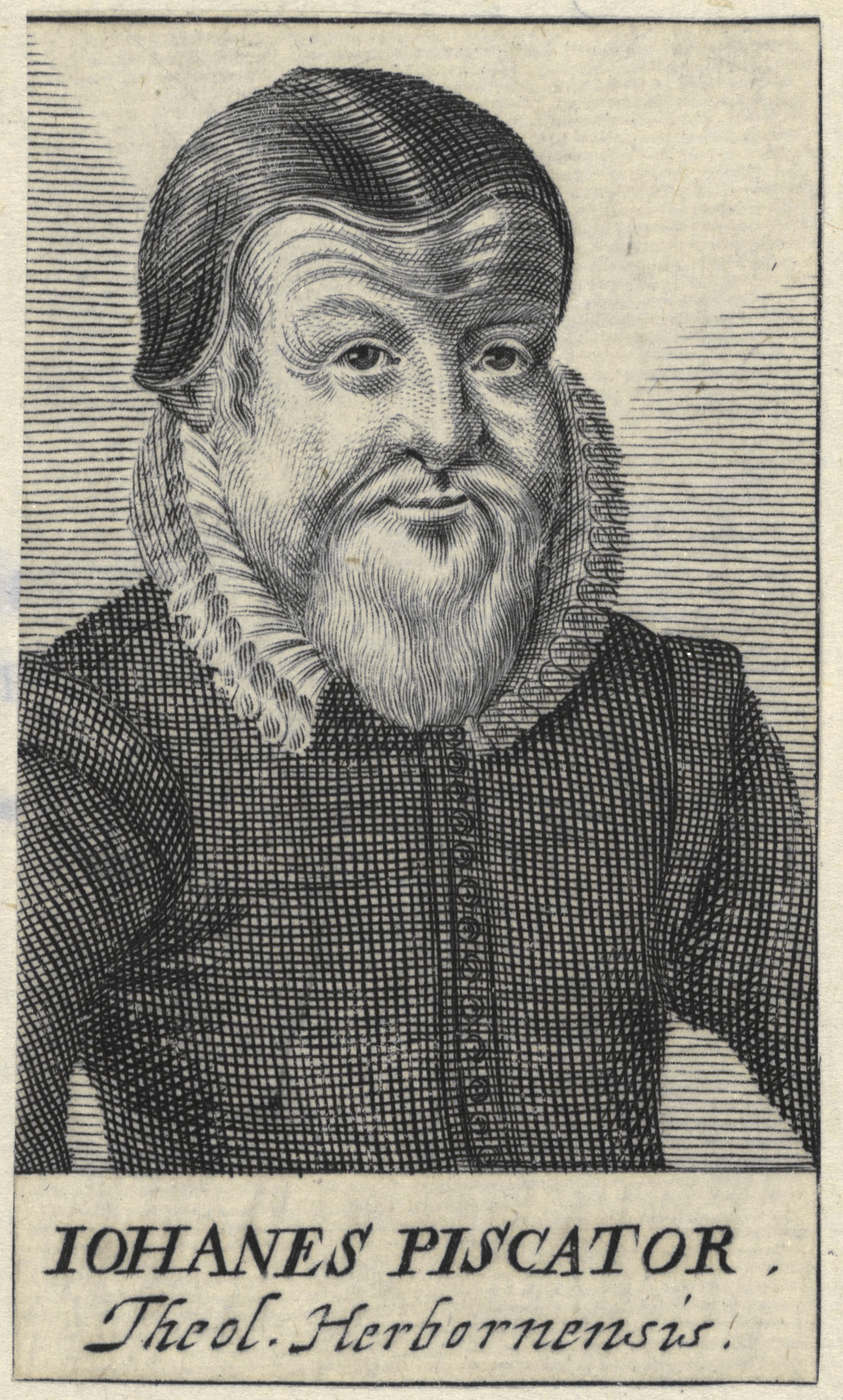
Johannes Piscator, spoluzakladatel
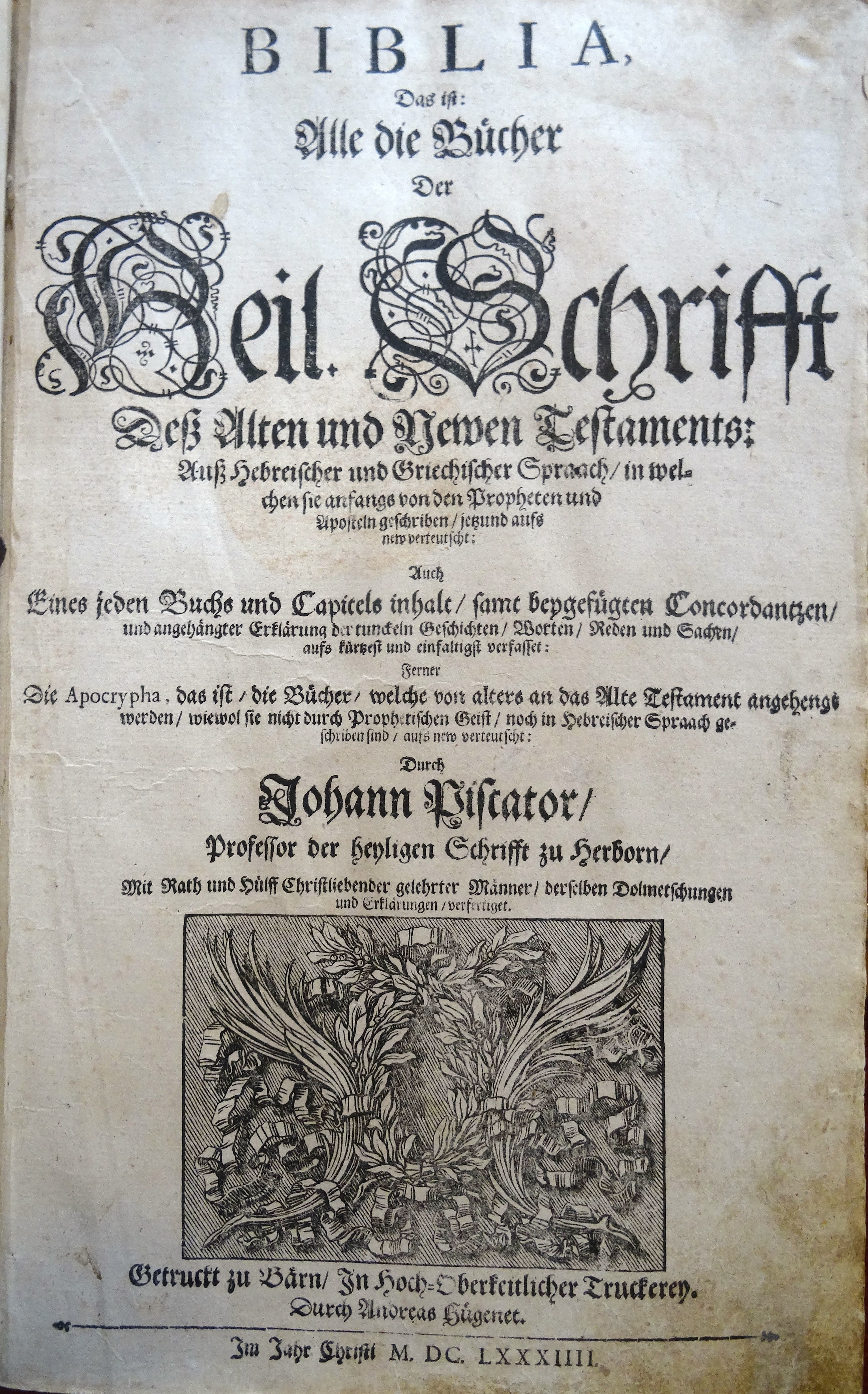
Piscatorova bible. Tiskař Christoph Corvin
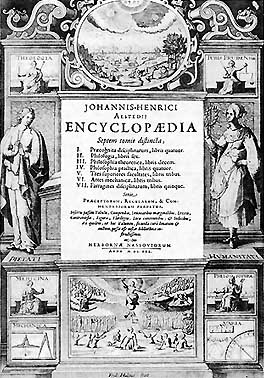
Encyklopedie Johanna Heinricha Alsteda (1630)
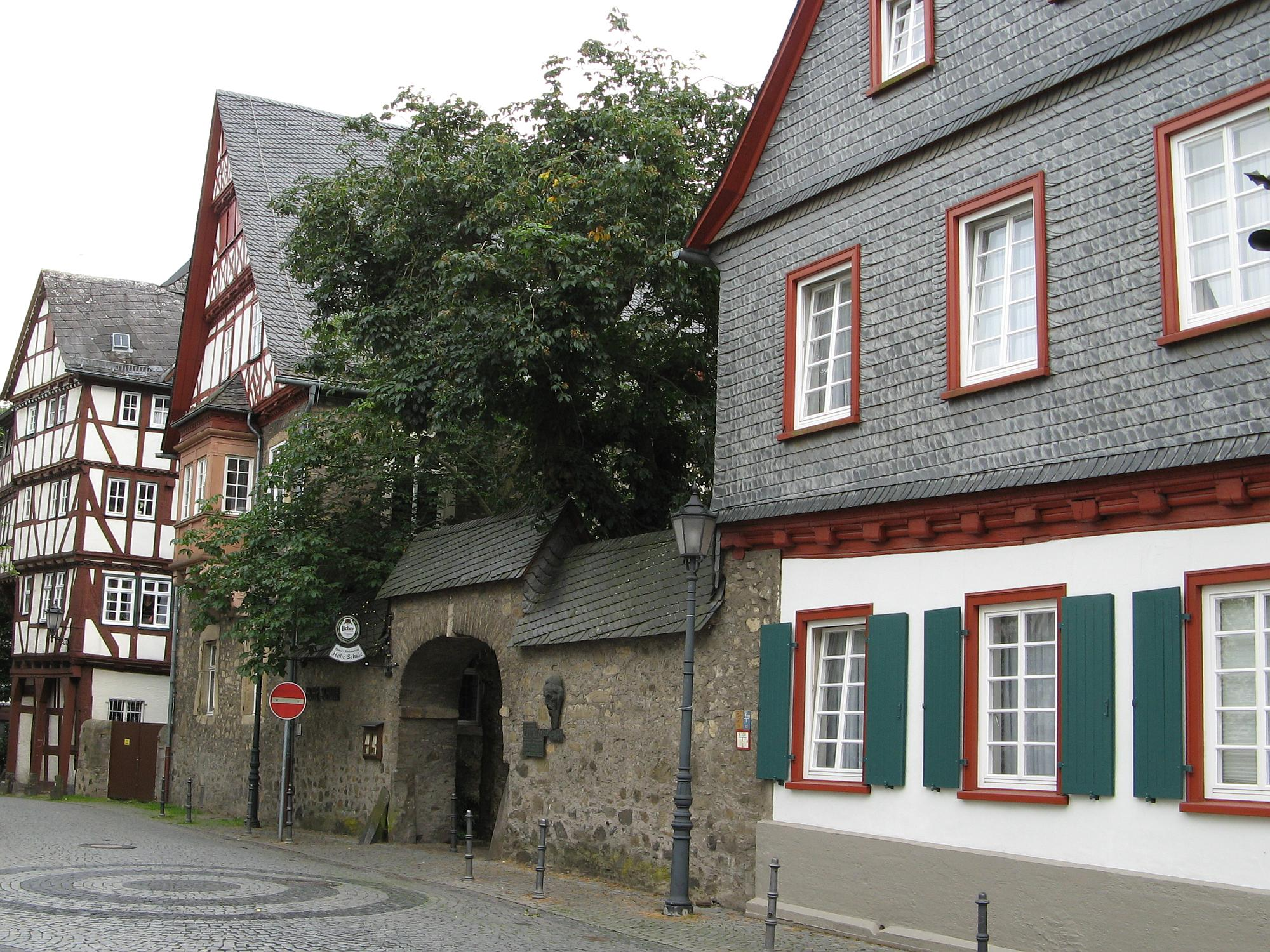
Budovy bývalé školy s pamětní deskou
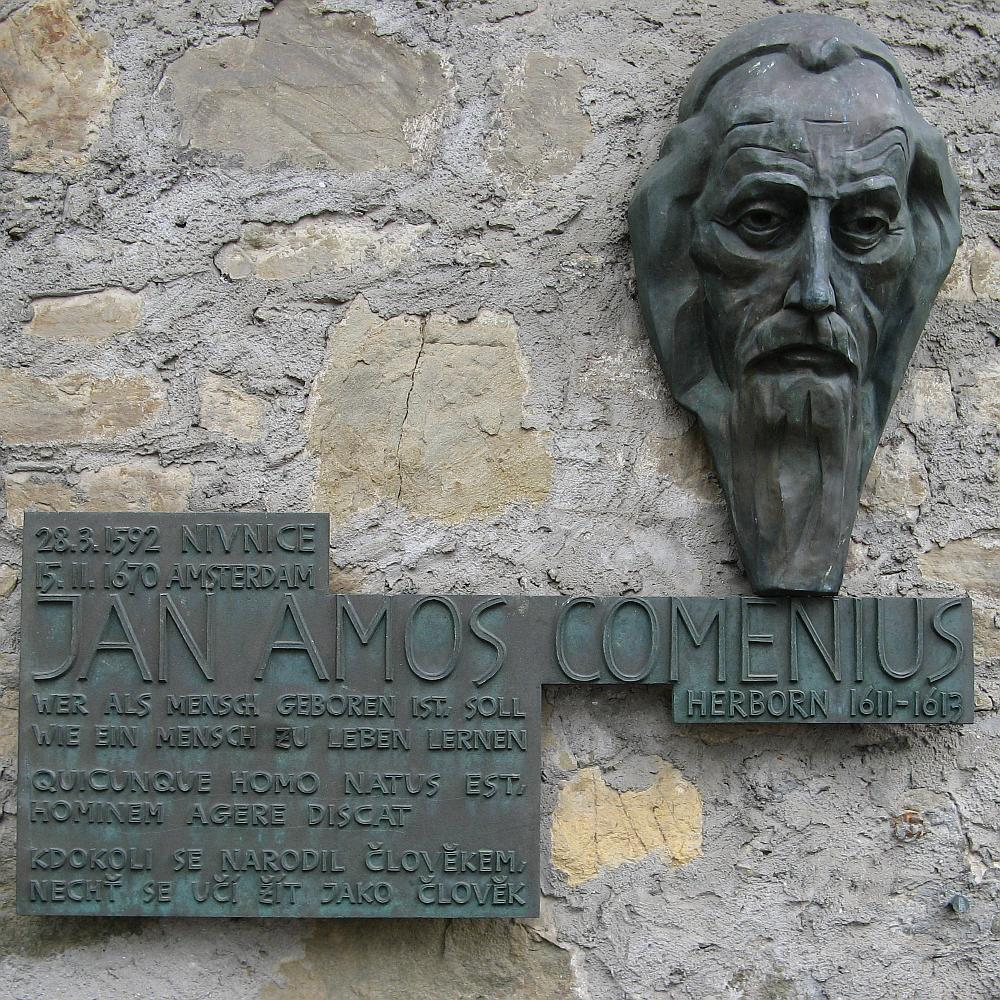
Jan Amos Komenský, detail desky, Herborn